# Crespin (Nord)
Pour les articles homonymes, voir Crespin.
Crespin [kʁepɛ̃] est une commune française, située dans le département du Nord (59) en région Hauts-de-France.
Adhérente à l'intercommunalité de la Communauté d'agglomération Valenciennes Métropole, la petite ville de Crespin fait également partie de l'unité urbaine de Valenciennes qui est la troisième du département du Nord.
Ville frontalière avec la Belgique, c'est également par la commune de Crespin - ainsi que de celle de Quiévrechain - que la grande agglomération urbaine de Valenciennes est contiguë à la Belgique.

## Géographie

### Communes limitrophes
| Thivencelle | Saint-Aybert | Hensies (be)   |
| Quarouble   | Crespin      |                |
|             | Quiévrechain | Quiévrain (be) |

### Toponymie
Crispinium. Vicus Crispinus, Balderic. Crispin

### Hydrographie

#### Réseau hydrographique
La commune est située dans le bassin Artois-Picardie. Elle est drainée par la Saint-Aybert, l'Hogneau, l'Aunelle, le Courant des Vaucelles, le Courant des Canaux, le Gros Charles, le Marais, le ruisseau du Séminaire et divers autres petits cours d'eau,.
L'Hogneau, d'une longueur de 38 km, prend sa source dans la commune de La Longueville et se jette  dans le canal de Mons à Thivencelle, après avoir traversé neuf communes en France et une partie en Belgique. Les caractéristiques hydrologiques de l'Hogneau sont données par la station hydrologique située sur la commune. Le débit moyen mensuel est de 1,87 m3/s. Le débit moyen journalier maximum est de 33,513 février 200 248,8 m3/s, atteint le même jour.
L'Aunelle, d'une longueur de 27 km, prend sa source dans la commune de Locquignol et se jette  dans l'Hogneau à la frontière franco-belge en face de Quiévrain et Hensies. 

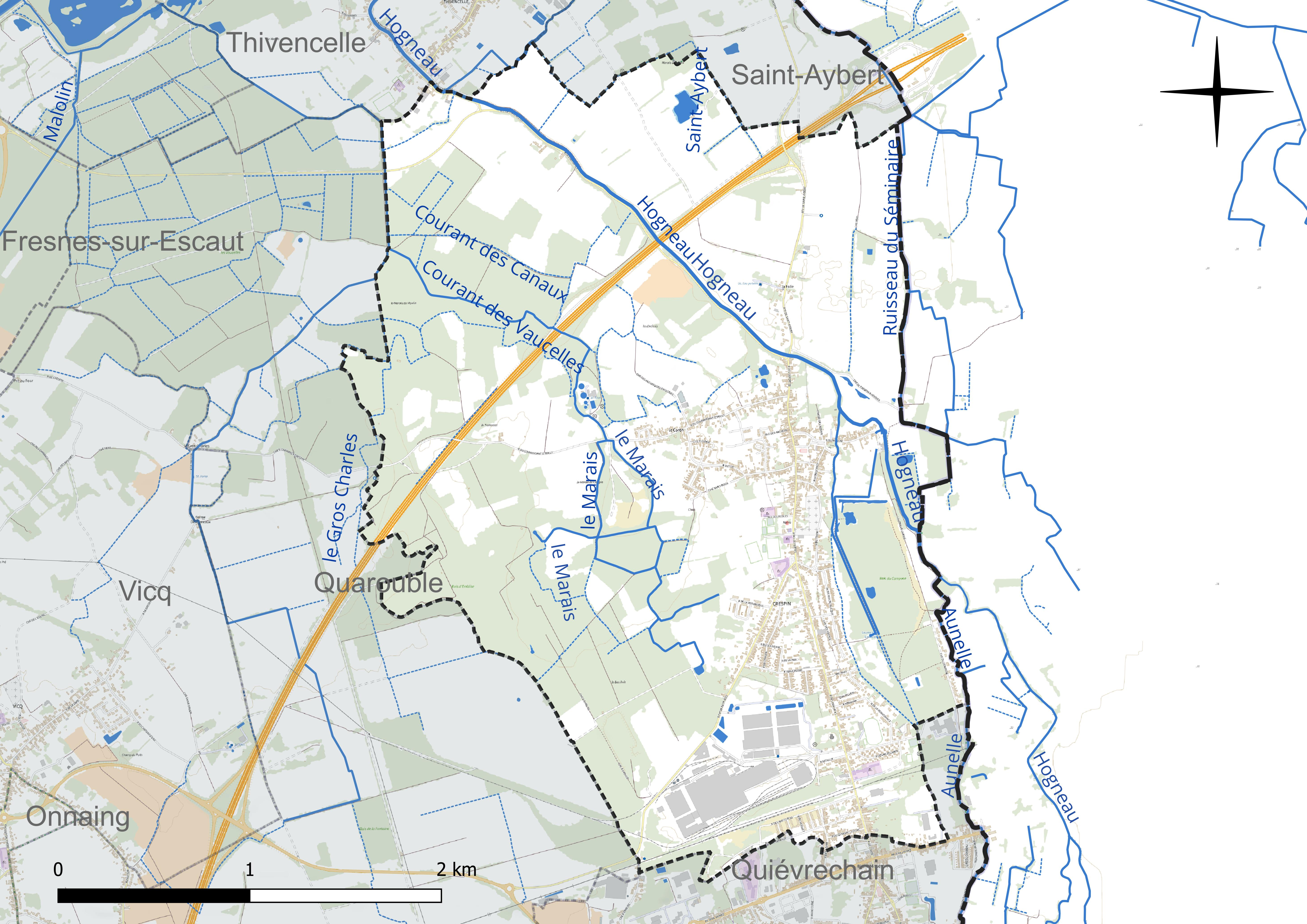
Réseau hydrographique de Crespin.

#### Gestion et qualité des eaux
Le territoire communal est couvert par le schéma d'aménagement et de gestion des eaux (SAGE) « Escaut ». Ce document de planification concerne un territoire de 2 005 km2 de superficie, délimité par le bassin versant de l'Escaut. Le périmètre a été arrêté le 9 juin 2006 et le SAGE proprement dit a été approuvé le 13 juillet 2021. La structure porteuse de l'élaboration et de la mise en œuvre est le syndicat mixte Escaut et Affluents (SyMEA). 
La qualité des cours d'eau peut être consultée sur un site dédié géré par les agences de l'eau et l'Agence française pour la biodiversité. 

### Climat
Pour des articles plus généraux, voir Climat des Hauts-de-France et Climat du Nord.
En 2010, le climat de la commune est de type climat océanique dégradé des plaines du Centre et du Nord, selon une étude du CNRS s'appuyant sur une série de données couvrant la période 1971-2000. En 2020, Météo-France publie une typologie des climats de la France métropolitaine dans laquelle la commune est exposée à un climat océanique altéré et est dans la région climatique  Nord-est du bassin Parisien, caractérisée par un ensoleillement médiocre, une pluviométrie moyenne régulièrement répartie au cours de l'année et un hiver froid (3 °C). 
Pour la période 1971-2000, la température annuelle moyenne est de 10,5 °C, avec une amplitude thermique annuelle de 14,9 °C. Le cumul annuel moyen de précipitations est de 745 mm, avec 12,3 jours de précipitations en janvier et 9,4 jours en juillet. Pour la période 1991-2020, la température moyenne annuelle observée sur la station météorologique la plus proche, située sur la commune de Valenciennes à 12 km à vol d'oiseau, est de 11,0 °C et le cumul annuel moyen de précipitations est de 694,1 mm,. Pour l'avenir, les paramètres climatiques de la commune estimés pour 2050 selon différents scénarios d'émission de gaz à effet de serre sont consultables sur un site dédié publié par Météo-France en novembre 2022.

## Urbanisme

### Typologie
Au 1er janvier 2024, Crespin est catégorisée ceinture urbaine, selon la nouvelle grille communale de densité à sept niveaux définie par l'Insee en 2022.
Elle appartient à l'unité urbaine de Valenciennes (partie française), une agglomération internationale regroupant 56  communes, dont elle est une commune de la banlieue,,. Par ailleurs la commune fait partie de l'aire d'attraction de Valenciennes (partie française), dont elle est une commune de la couronne,. Cette aire, qui regroupe 102 communes, est catégorisée dans les aires de 200 000 à moins de 700 000 habitants,.

### Occupation des sols
L'occupation des sols de la commune, telle qu'elle ressort de la base de données européenne d'occupation biophysique des sols Corine Land Cover (CLC), est marquée par l'importance des territoires agricoles (53,4 % en 2018), en diminution par rapport à 1990 (54,7 %). La répartition détaillée en 2018 est la suivante : 
terres arables (23,7 %), prairies (22,6 %), forêts (21,2 %), zones urbanisées (13,5 %), zones industrielles ou commerciales et réseaux de communication (8,3 %), zones agricoles hétérogènes (7,1 %), milieux à végétation arbustive et/ou herbacée (3,7 %). L'évolution de l'occupation des sols de la commune et de ses infrastructures peut être observée sur les différentes représentations cartographiques du territoire : la carte de Cassini (XVIIIe siècle), la carte d'état-major (1820-1866) et les cartes ou photos aériennes de l'IGN pour la période actuelle (1950 à aujourd'hui).

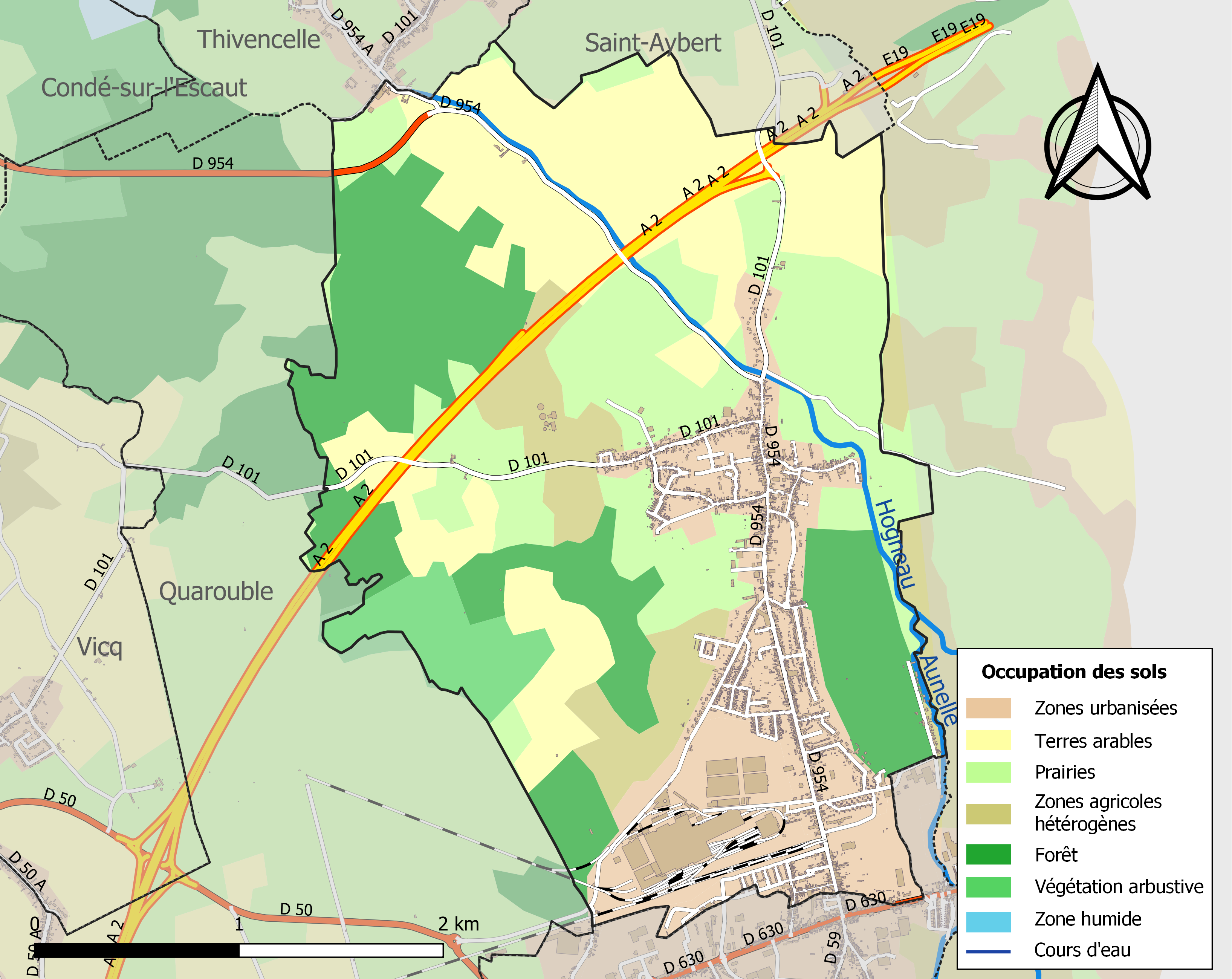
Carte des infrastructures et de l'occupation des sols de la commune en 2018 (CLC).

### Voies de communications et transports
La commune est desservie par les lignes 5 et 109 du réseau urbain Transvilles.

## Histoire
Au lendemain de l'époque gallo-romaine, les environs de Crespin furent habités par une population relativement importante imprégnée des traditions des Nerviens, mêlées au culte des dieux de Rome et des croyances des Francs. Une voie de communication allant de Hensies à Famars traversait la forêt d'Amblise.
En 642, après avoir fondé les abbayes de Lobbes, d'Aulne puis celle de Wallers en Thiérache, saint Landelin aidé de deux disciples (Adelin et Domitien) arrive dans la forêt d'Amblise pour évangéliser la population vivant dans ces lieux.
En 648, les premières huttes en bois furent construites.
Saint Landelin ficha son bourdon en terre et fit jaillir une source, l'eau en grande abondance faisait des ondes crespelues, ce lieu fut appelé Crespin (ce lieu est aujourd'hui encore visible, la fontaine Saint-Landelin se trouve dans le Bois du Compose) ?[évasif]
Saint Landelin considérant le lieu trop marécageux, l'abandonna et remonta d'un mille environ dans la forêt et bâtit une église dédiée à saint Pierre. Cette abbaye fut appelée monastère Saint-Landelin au retour des Bénédictins.
L'abbaye est construite à l'endroit où le Quinquerniau (ruisseau alimenté par la fontaine Saint-Landelin) se jette dans la rivière l'Honniau.
Landelin meurt le 15 juin 686.
L'activité minière et industrielle connexe (dont sur les concessions de Crespin et d'Auchy-Fléchinelle) deviennent ensuite prédominantes durant plus d'un siècle, comme dans tout le bassin minier du Nord-Pas-de-Calais, laissant avec l'après-mine un patrimoine culturel particulier, mais aussi des séquelles visibles (silicose au XXe siècle, puis friches industrielles, pollutions...) ou plus souterraines, avec des risques d'affaissements miniers ou de mouvements de sols liés à la remontée de la nappe.

## Héraldique
|  | Les armes de Crespin se blasonnent ainsi : « D'azur fretté d'argent ». |

## Politique et administration

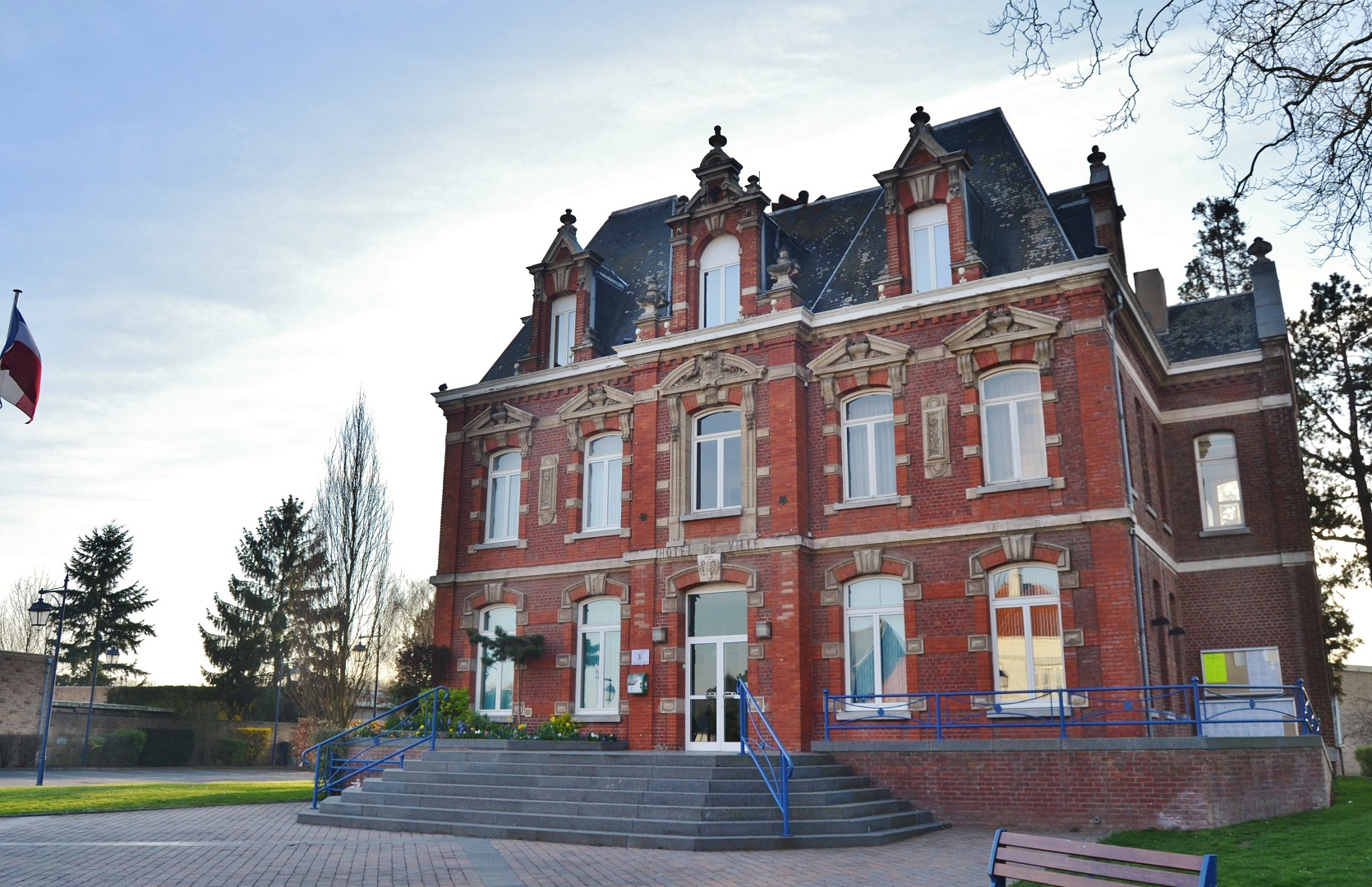
La mairie.

### Liste des maires
Maire en 1802-1803 : Dom. Juliers.
Maire en 1807-1808 : Jollion'.
Maire en 1881 : Tassin.
| Période                                  | Période               | Identité                  | Étiquette    | Qualité                                                                                          |
| ---------------------------------------- | --------------------- | ------------------------- | ------------ | ------------------------------------------------------------------------------------------------ |
| 1900                                     | 1909                  | Gabriel François          |              |                                                                                                  |
| 1909                                     | 1911                  | Désiré de Huslter         |              |                                                                                                  |
| 1911                                     | 1936                  | Paul François             |              |                                                                                                  |
| 1936                                     | 1945                  | Fernand Thellier          |              |                                                                                                  |
| 1945                                     | 1951                  | Paul Hayoit               |              |                                                                                                  |
| 1951                                     | mars 1959             | Albert Bourlier           |              |                                                                                                  |
| mars 1959                                | 1979                  | Victor Dubois             |              |                                                                                                  |
| 1979                                     | juin 1993 (démission) | Jean Boulet (1923-2001)   |              | Retraité de l'Éducation nationale Adjoint au maire (1977 → 1979) Officier des Palmes académiques |
| juin 1993                                | mars 2001             | Hervé Lecomte (1945-2021) | PS           | Ambulancier Premier adjoint au maire (1983 → 1993)                                               |
| mars 2001                                | mars 2008             | René Flamcourt            | DVD puis UMP | Professeur                                                                                       |
| mars 2008                                | mars 2021             | Alain Dée                 | UMP-LR       | Professeur d'éducation physique retraité                                                         |
| juin 2021                                | En cours              | Philippe Golinval         | SE           | Fleuriste Élu à la suite de l'élection municipale partielle du 30 mai 2021                       |
| Les données manquantes sont à compléter. |                       |                           |              |                                                                                                  |

### Instances judiciaires et administratives
Crespin relève du tribunal judiciaire de Valenciennes, de la cour d'appel de Douai, du tribunal pour enfants de Valenciennes, du conseil de prud'hommes de Valenciennes, du tribunal de commerce de Valenciennes, du tribunal administratif de Lille et de la cour administrative d'appel de Douai.

## Population et société

### Démographie

#### Évolution démographique
L'évolution du nombre d'habitants est connue à travers les recensements de la population effectués dans la commune depuis 1800. Pour les communes de moins de 10 000 habitants, une enquête de recensement portant sur toute la population est réalisée tous les cinq ans, les populations de référence des années intermédiaires étant quant à elles estimées par interpolation ou extrapolation. Pour la commune, le premier recensement exhaustif entrant dans le cadre du nouveau dispositif a été réalisé en 2004.

En 2022, la commune comptait 4 541 habitants, en évolution de −0,22 % par rapport à 2016 (Nord : +0,51 %, France hors Mayotte : +2,11 %).
| 1800  | 1806  | 1821  | 1831  | 1836  | 1841  | 1846  | 1851  | 1856  |
| ----- | ----- | ----- | ----- | ----- | ----- | ----- | ----- | ----- |
| 1 155 | 1 232 | 1 340 | 1 419 | 1 528 | 1 257 | 1 314 | 1 400 | 1 457 |

| 1861  | 1866  | 1872  | 1876  | 1881  | 1886  | 1891  | 1896  | 1901  |
| ----- | ----- | ----- | ----- | ----- | ----- | ----- | ----- | ----- |
| 1 500 | 1 520 | 1 594 | 1 900 | 1 926 | 2 045 | 2 111 | 2 233 | 2 516 |

| 1906  | 1911  | 1921  | 1926  | 1931  | 1936  | 1946  | 1954  | 1962  |
| ----- | ----- | ----- | ----- | ----- | ----- | ----- | ----- | ----- |
| 2 802 | 3 016 | 3 076 | 4 179 | 4 309 | 3 824 | 4 109 | 4 415 | 5 062 |

| 1968  | 1975  | 1982  | 1990  | 1999  | 2004  | 2006  | 2009  | 2014  |
| ----- | ----- | ----- | ----- | ----- | ----- | ----- | ----- | ----- |
| 5 033 | 5 320 | 4 910 | 4 553 | 4 410 | 4 363 | 4 362 | 4 458 | 4 455 |

| 2019  | 2022  | - | - | - | - | - | - | - |
| ----- | ----- | - | - | - | - | - | - | - |
| 4 495 | 4 541 | - | - | - | - | - | - | - |

#### Pyramide des âges
La population de la commune est relativement jeune.
En 2018, le taux de personnes d'un âge inférieur à 30 ans s'élève à 41,2 %, soit au-dessus de la moyenne départementale (39,5 %). À l'inverse, le taux de personnes d'âge supérieur à 60 ans est de 22,2 % la même année, alors qu'il est de 22,5 % au niveau départemental.
En 2018, la commune comptait 2 180 hommes pour 2 334 femmes, soit un taux de 51,71 % de femmes, légèrement inférieur au taux départemental (51,77 %).
Les pyramides des âges de la commune et du département s'établissent comme suit.
| Hommes | Classe d’âge | Femmes |
| ------ | ------------ | ------ |
| 0,3    | 90 ou +      | 0,7    |
| 4,9    | 75-89 ans    | 7,4    |
| 14,0   | 60-74 ans    | 16,9   |
| 19,2   | 45-59 ans    | 16,8   |
| 18,6   | 30-44 ans    | 18,8   |
| 18,9   | 15-29 ans    | 16,9   |
| 24,2   | 0-14 ans     | 22,5   |

| Hommes | Classe d’âge | Femmes |
| ------ | ------------ | ------ |
| 0,5    | 90 ou +      | 1,4    |
| 5,3    | 75-89 ans    | 8,1    |
| 14,8   | 60-74 ans    | 16,2   |
| 19,1   | 45-59 ans    | 18,4   |
| 19,5   | 30-44 ans    | 18,7   |
| 20,7   | 15-29 ans    | 19,1   |
| 20,2   | 0-14 ans     | 18     |

## Économie

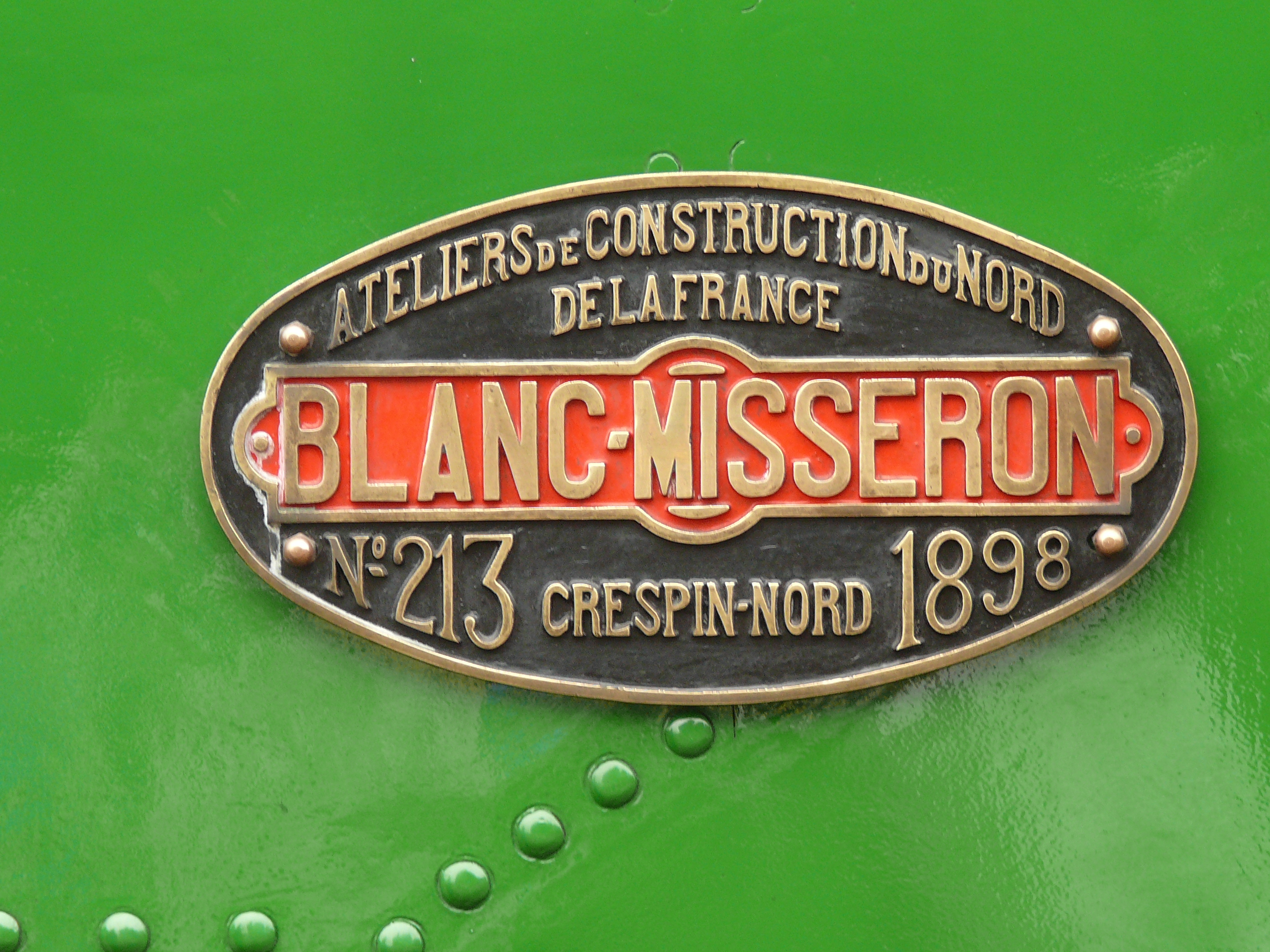
Plaque de constructeur ANF_Blanc-Misseron no 213 de la locomotive bicabine 030T No 60

Crespin est une ville industrielle au cœur du pôle européen ferroviaire "i-Trans", avec le site de production de la division Bombardier Transport, du groupe canadien Bombardier (filiale d'Alstom depuis 2021), qui emploie plus de 2 000 personnes, où sont notamment construits les AGC. Ce site fut fondé en 1882 sous la dénomination ANF Ateliers de construction du Nord de la France.

## Lieux et monuments
- Vestiges de l'ancienne abbaye de Crespin dans la rue du Moulin.
- Fontaine Saint-Landelin dans le bois du Compose (Compost).
- Église Saint-Martin.
- La Chapelle Saint Roch
- L'ancienne mairie.

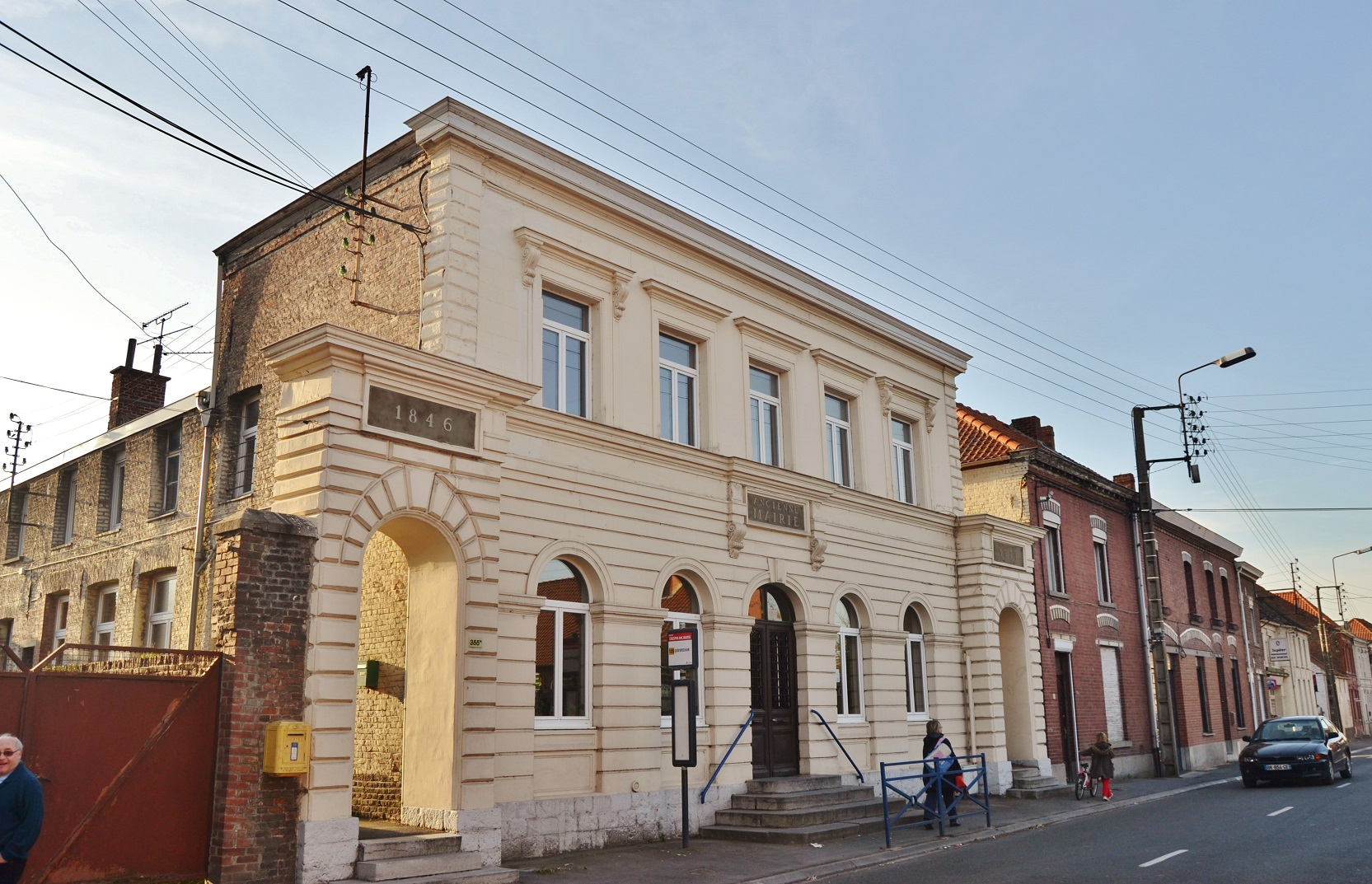
L'ancienne mairie
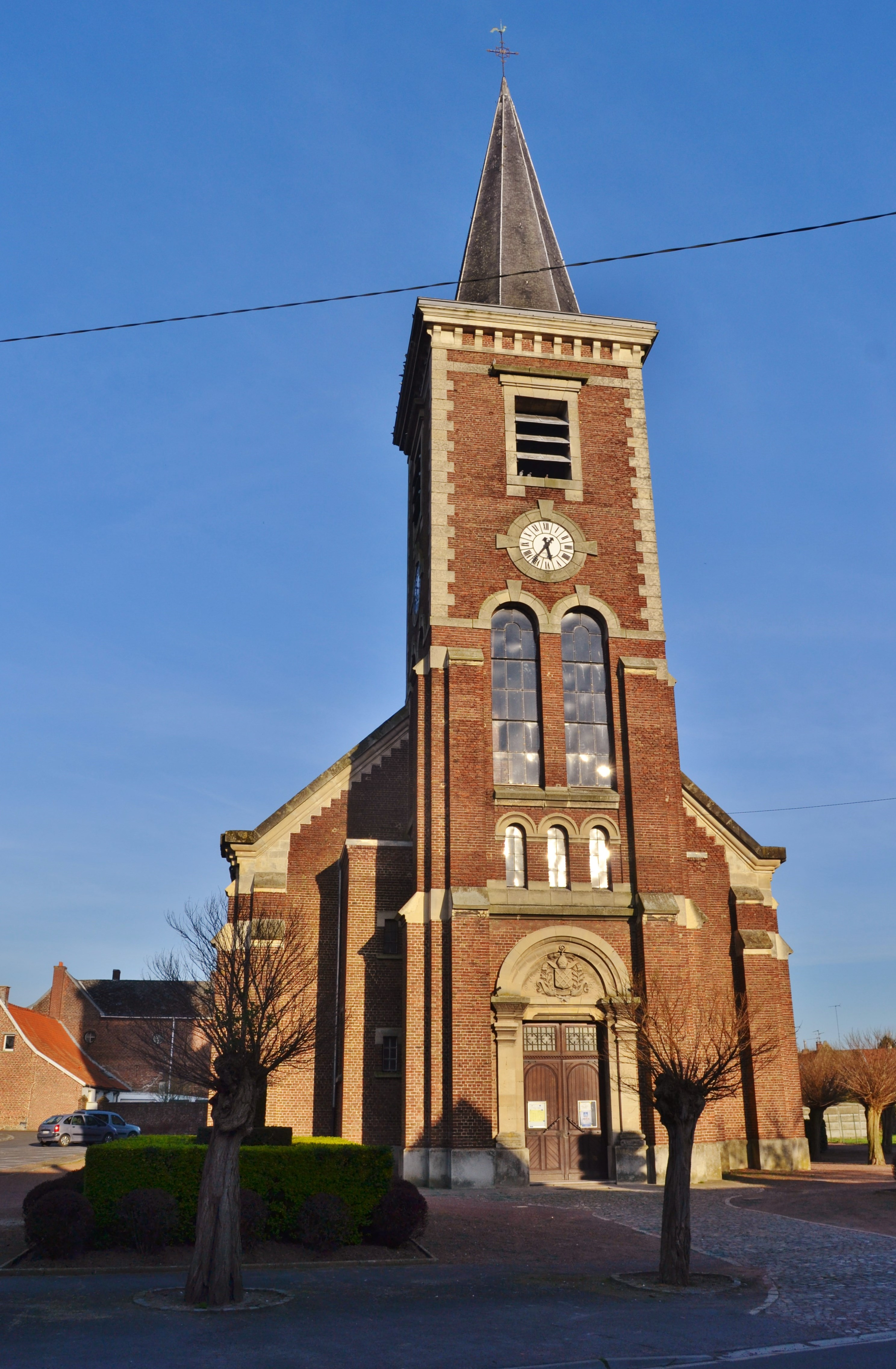
L'église Saint-Martin

## Personnalités liées à la commune
- Émile-Victor Blavier sculpteur du XIXe siècle, y est né.
- Émile Allard (1883-1950), ingénieur belge, né à Crespin.
- Bettina Antoni (1969-), née Krystina Ferentz, ex-coco-girl y a vécu adolescente.